# Max Schmitt
Max Schmitt (Alemania, 18 de enero de 2006) es un futbolista alemán que juega de portero en el SSV Ulm 1846 de la 3. Liga.

## Estadísticas

### Clubes
Actualizado al último partido disputado el 2 de noviembre de 2024.
| Bayern de Múnich II · Alemania        | 4.ª           | 2023-24       | 5  | 5  | — | — | — | — | 5  | 5  |
| Bayern de Múnich II · Alemania        | 4.ª           | 2024-25       | 11 | 15 | — | — | — | — | 11 | 15 |
| Bayern de Múnich II · Alemania        | Total club    | Total club    | 16 | 20 | 0 | 0 | 0 | 0 | 16 | 20 |
| Total carrera                         | Total carrera | Total carrera | 16 | 20 | 0 | 0 | 0 | 0 | 16 | 20 |
| (1) Hace referencia a goles encajados |               |               |    |    |   |   |   |   |    |    |

## Palmarés

### Campeonatos internacionales
| Título                        | Selección                    | Sede      | Año  |
| ----------------------------- | ---------------------------- | --------- | ---- |
| Eurocopa Sub-17               | Selección de Alemania sub-17 | Hungría   | 2023 |
| Copa Mundial de Fútbol Sub-17 | Selección de Alemania sub-17 | Indonesia | 2023 |